# Apollinaris Morel
Apollinaris Morel, auch Apollinaris von Posat, OFMCap (* 12. Juni 1739 in Prez-vers-Noréaz, Kanton Freiburg, Schweiz, als Jean-Jacques Morel; † 2. September 1792 in Paris, Frankreich), war ein Schweizer Kapuzinerpater.

## Leben
Morel war Sohn des Sattlermeisters Jean Baptiste und der Hebamme Elisabeth Maître. Er besuchte das Jesuitenkolleg in Freiburg. Morel trat 1762 in den Kapuzinerorden in Zug ein und erhielt den Ordensnamen Apollinaris. Zwei Jahre später wurde er zum Priester geweiht. Danach arbeitete er als Lehrer und Seelsorger und war von 1774 bis 1780 Professor für Philosophie und Theologie in Freiburg. Von 1785 bis 1788 war er Leiter des Kollegs in Stans. 1788 wurde er nach Paris versetzt, um sich für einen Missionseinsatz in Syrien vorzubereiten. Dort wirkte er aber als Seelsorger für Gefangene und 5000 Deutsche.
1791 verfasste er die Schrift Le séducteur démasqué. Da er den Eid auf die Französische Revolution ablehnte, wurde er in die Pariser Karmeliterkirche gesperrt, gefoltert und mit Franz Urban Salins de Niart hingerichtet.
Papst Pius XI. sprach ihn am 17. Oktober 1926 mit 190 anderen Märtyrern selig.
Sein Gedenktag ist der 2. September. Im Kanton Freiburg ist es ein gebotener Gedenktag. Im übrigen Bistum Lausanne, Genf und Freiburg, im Bistum Basel, Bistum Chur und Bistum St. Gallen sowie im Kapuzinerorden ist es ein nichtgebotener Gedenktag.